# Orange Telecommunication Tower
De Orange Telecommunication Tower (ook Orange Tower) is het hoogste gebouw van Madagaskar en bevindt zich in de hoofdstad van dat land, genaamd Antananarivo. Het gebouw bevindt zich aan de Rue Ravoninahitriniarivo in het noorden van de stad. De Orange Telecommunication Tower dient als regionaal kantoor van de Franse multinational Orange, alsook het hoofdkantoor van het Malagassische bedrijf Groupe Sipromad. Ook is er in het gebouw een datacenter, een parkeergarage en ook zijn er conferentiezalen.
De Orange Telecommunication Tower werd tussen 2010 en 2013 gebouwd door projectontwikkelaar Codebond in opdracht van Groupe Sipromad. Het gebouw telt 33 verdiepingen en bestaat uit aluminium en glas.